# Rockin’ Every Night – Live in Japan
Rockin’ Every Night – Live in Japan[уточнить] — концертный альбом ирландского гитариста и певца Гэри Мура, записанный в Японии в 1983 году, во время тура «The Corridors of Power Tour». Несмотря на то, что альбом был выпущен в Японии в 1983 году, в Европе он вышел только в 1986 году.

## Об альбоме
Первые концерты турне «The Corridors of Power Tour» в поддержку одноимённого альбома начались в конце августа 1982 года, ещё до его официального выхода в широкую продажу. Роль вокалиста на этих концертах выполнял Чарли Хан. Энергичный материал альбома был тепло встречен поклонниками группы. 28 августа новый материал впервые был представлен перед широкой аудиторией — на рок-фестивале в Рединге. Вторая и наиболее широкомасштабная часть турне стартовала в ноябре. Аккомпанирующий состав был тот же, что и при записи альбома: коллеги по «Colosseum II» басист Нил Мюррей и клавишник Дон Эйри, барабанщик «Deep Purple» Иэн Пэйс. Место у микрофонной стойки занял Джон Сломан, записывавший для альбома партии бэк-вокала. Впрочем Сломан также долго не задержался, покинув группу сразу после японской части турне, в феврале 1983 года. В американской части место Эйри занял Нил Картер. Среднестатистический сэт-лист включал в себя песни из нового альбома с примесью материала из более ранних работ Мура, непременным гвоздём программы была «Parisienne Walkways». В ходе турне было записано несколько бутлегов.
Токийские концерты, прошедшие 24—25 января в Shinjuku Kousei Nenkin Hall, были также записаны, на этот раз официально. К этому моменту Гэри Мур в Японии уже находился в статусе суперзвезды. Поэтому первоначально диск был издан только для японского рынка в мае 1983 года. Европейские фаны довольствовались импортом японских пластинок. И только спустя три года концертник был официально переиздан в Европе. При этом, в июне 1986 года, он мелькнул даже в Top 100 лучших британских альбомов.
1. Majestuoso E Virtuose (2:30) intro
2. End of the World (5:38)
3. Wishing Well (3:47)
4. Rockin' Every Night (2:38)
5. Cold Hearted (6:19)
6. Nuclear Attack (6:18)
7. I Can't Wait Until Tomorrow (10:13)
8. Always Gonna Love You (3:41)
9. Hurricane (8:20)
10. White Knuckles (4:00)
11. Rockin' and Rollin' (3:42)
12. Back on the Streets (4:26)
13. Parisienne Walkways (5:54)
14. Don't Take Me for a Loser (4:11)
15. Majestuoso E Virtuoso (0:57)
16. Gonna Break My Heart Again (3:10)
17. Sunset (3:40)

Из восьми песен, вошедших в оригинальную пластинку, на трёх («Wishing Well», «I Can't Wait Until Tomorrow», «Back on the Streets») вокальные партии исполняет Мур, ещё на трёх («Rockin' Every Night», «Nuclear Attack», «Rockin' and Rollin'») — Сломан. Характерно, что в «Back on the Streets» пел также Сломан, но впоследствии вокальная дорожка была якобы перезаписана и в финальной версии поёт уже Мур. Помимо песен с сольных дисков, на альбоме было представлено две кавер-версии. «Wishing Well» группы «Free», студийная версия которой также вошла в последний диск исполнителя. Замыкает пластинку инструментальная композиция «Sunset» с альбома Кози Пауэлла «Tilt», автором которой являлся, к слову, Мур.
За прошедшие годы концертник неоднократно переиздавался на различных аудионосителях. Особняком стоят переиздания начала 21-го века. 25 октября 2002 года на японском лейбле Toshiba-EMI 8-песенная версия альбома была дополнена тремя бонус-треками с концертным материалом того же тура, записанным 26 августа 1982 года в лондонском клубе The Marquee. Вокалистом группы в тот момент был Чарли Хан. Эти песни в октябре 1983 года были изданы в виде мини-альбома, прилагавшегося в качестве дополнительного диска к первым 25 000 копий первого тиража «Corridors of Power». Спустя полгода, 28 апреля 2003 года, расширенная версия альбома была издана во всём остальном мире компанией Virgin Records.

## Список композиций
| №                   | Название                      | Автор(ы)                                          | Длительность |
| ------------------- | ----------------------------- | ------------------------------------------------- | ------------ |
| 1.                  | «Rockin' Every Night»         | Гэри Мур, Иэн Пэйс                                | 3:18         |
| 2.                  | «Wishing Well»                | Пол Роджерс, Саймон Кирк, Пол Кософф, Тэцу Ямаути | 4:54         |
| 3.                  | «I Can't Wait Until Tomorrow» | Мур                                               | 12:04        |
| Общая длительность: | Общая длительность:           | Общая длительность:                               | 20:07        |

| №                   | Название                        | Автор(ы)            | Длительность |
| ------------------- | ------------------------------- | ------------------- | ------------ |
| 1.                  | «Nuclear Attack»                | Мур                 | 5:58         |
| 2.                  | «White Knuckles» (instrumental) | Мур, Марк Носиф     | 3:48         |
| 3.                  | «Rockin' and Rollin'»           | Мур, Носиф          | 4:05         |
| 4.                  | «Back on the Streets»           | Мур                 | 5:13         |
| 5.                  | «Sunset» (instrumental)         | Мур                 | 4:35         |
| Общая длительность: | Общая длительность:             | Общая длительность: | 23:39        |

| №                   | Название              | Автор(ы)            | Длительность |
| ------------------- | --------------------- | ------------------- | ------------ |
| 9.                  | «Back on the Streets» | Мур                 | 5:08         |
| 10.                 | «Rockin' Every Night» | Мур, Пэйс           | 2:54         |
| 11.                 | «Parisienne Walkways» | Мур, Фил Лайнотт    | 5:48         |
| Общая длительность: | Общая длительность:   | Общая длительность: | 56:38        |

## Участники записи
- Гэри Мур — соло-гитара и вокал
- Джон Сломан — ведущий и бэк-вокал
- Дон Эйри — клавишные
- Нил Мюррей — бас-гитара
- Иэн Пэйс — ударные

## Позиции в хит-парадах
| Название чарта  | Наивысшая позиция | Пребывание в чарте | Источник(и) |
| --------------- | ----------------- | ------------------ | ----------- |
| UK Albums Chart | 99                | 1 неделя           | [ 7 ]       |